# Articulació (música)
| Legato |
|        |
|        |
|        |

| Portato |
|         |
|         |
|         |

| Staccatissimo |
|               |
|               |
|               |

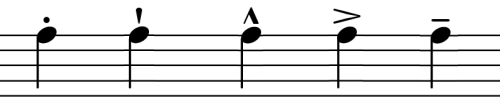
Exemples d'articulació. D'esquerra a dreta: picat (staccato), molt picat (staccatissimo), marcato, accent, tenuto.

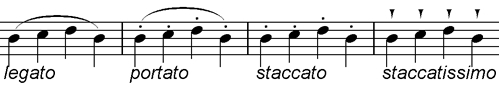
Articulacions des de lligat (legato) fins a molt picat (staccatissimo).

L'articulació és un paràmetre musical fonamental que determina com sona una sola nota o un altre esdeveniment discret. Les articulacions estructuren principalment l'inici i el final d'un esdeveniment, determinant la durada del seu so i la forma del seu atac i caiguda. També poden modificar el timbre, la dinàmica i el to d'un esdeveniment. L'articulació musical és anàloga a l'articulació de la parla, i durant els períodes barroc i clàssic s'ensenyava en comparació amb l'oratòria.
La música occidental té un conjunt d'articulacions tradicionals que es van estandarditzar al segle XIX i encara són molt utilitzades. Els compositors no es limiten a aquests, però, i poden inventar noves articulacions segons ho requereixi una peça. Quan escriuen música electrònica i per ordinador, els compositors poden dissenyar articulacions des de zero.
A més de les instruccions següents donades pels compositors, els intèrprets trien com articular els esdeveniments d'una partitura de manera independent, d'acord amb la seva interpretació d'aquesta. Fins al segle xvii, era rar marcar les articulacions en una partitura, i fins i tot durant el període barroc eren poc habituals a part dels ornaments, deixant-les a l'intèrpret i als estàndards de l'època. Fins i tot durant el període clàssic, la interpretació de les marques d'articulació era més variable que avui. Les articulacions s'han estandarditzat de manera més estricta, però els intèrprets encara han de tenir en compte les modes del seu temps, els mètodes d'interpretació actuals en el moment en què es va escriure la peça que interpreten, el context de la seva interpretació, l'estil de la música, i el seu propi gust i anàlisi a l'hora de decidir com articular els esdeveniments d'una partitura.

## Tipus d'articulació
Tots els matisos i les gradacions de l'articulació es mouen entre dos extrems que responen a les denominacions de legato i staccato. El primer -ligat en italià, nom amb el qual també es coneix habitualment en català- expressa no sols una continuïtat absoluta del so entre nota i nota, sinó també que aquesta continuïtat no es veu torbada ni per un augment de la intensitat en l'atac de cada nota, ni per una disminució d'aquesta en la caiguda. Per la seva banda, el segon -que també sovint s'anomena picat- sí que representa una interrupció total del so entre nota i nota, sense una incidència específica ni sobre l'atac ni sobre la caiguda.
El principals tipus d'articulació són: lligat (legato), picat (staccato), molt picat (staccatissimo), martellato (o també segons la denominació francesa martelé), portato (o picat lligat), spiccato, tenuto, sforzando, i rinforzando. Cada un d'aquests tipus ve representat en la notació musical amb un símbol específic que se situa immediatament a sobre o a sota (segons que la plica de la nota sigui -respectivament- cap avall o cap amunt) de cada nota afectada per aquesta articulació.
Com en tants altres aspectes, la nomenclatura amb què s'expressa l'articulació musical està composta de termes majoritàriament italians, els més freqüents dels quals tenen la seva traducció al català.

## Elements de grafia

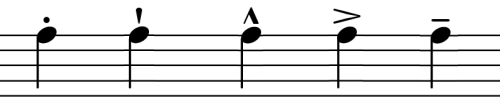
Exemples d'articulació: picat (staccato), molt picat (staccatissimo), martellato, marcato i tenuto

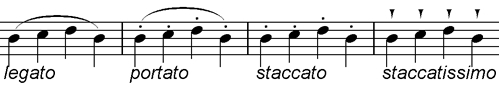
Articulacions des de lligat (legato) fins a molt picat (staccatissimo)

El legato s'expressa habitualment amb una lligadura que abraça totes les notes que han de restar unides per aquesta indicació. En altres casos, quan aquesta indicació afecta a un passatge molt llarg o a tot un moviment, es prefereix la indicació verbal legato a l'inici. En aquest cas, però no es demana una exhaustiva connexió de totes les notes que hi queden emmarcades, sinó que hom espera que siguin convenient separades pel fraseig (a més de per les arcades i les respiracions pertinents, dins d'un clima general de legato.
L'stacatto s'expressa amb punts a sobre les notes si les pliques surten cap avall, i a sota si van en sentit contrari. Unes petites línies verticals en lloc de punts representen un staccato més marcat. En general aquesta és la posició que ocupen la resta de signes que afecten a una nota individual, com es pot veure a la figura adjunta.

## L'articulació en la interpretació
L'articulació és un element important tant en el procés de creació -ja sigui de composició o d'improvisació- com en el de la interpretació, ja sigui per part d'un(a) instrumentista, cantant o director(a). Des d'aquest punt de vista cal tenir en compte que, igual com succeeix amb altres elements que afecten a ambdós processos -tempo, agògica, ...-, en els estils en els quals l'intèrpret 'interpreta' la voluntat de l'autor a través d'una notació que no expressa amb exactitud absoluta els paràmetres que regulen l'articulació, hi pot haver diferències importants d'articulació entre allò imaginat per l'autor i allò interpretat. I, per tant, també entre versions diverses d'una mateixa obra.

Diversos elements circumstancials que conflueixen en la interpretació o, millor, en una interpretació concreta, poden condicionar l'articulació requerida. Entre aquests destaca l'acústica del local on aquesta té lloc. En general, una major reverberació demanarà una articulació amb un grau de separació més gran entre les notes.
L'articulació en la interpretació està molt directament vinculada a la tècnica de cada instrument: la llengua en el cas dels instruments de vent, les articulacions en especial del braç i l'avantbraç en els instruments d'arc i en els de tecla; les articulacions també dels dits en aquests darrers i en els de corda polsada, etc. L'execució correcta de les diferents articulacions i la seva adequada inserció dins del discurs musical acostumen a ser una part important en el procés d'aprenentatge de tots els instruments.
Tot i que l'execució de cada articulació no pot ser mesurada ni determinada de manera matemàtica, a la taula adjunta hi ha una possible aproximació a les interrupcions que representen entre un so i el següent algunes de les articulacions habituals.

## Elements històrics
Allò que podem saber de l'articulació en els períodes històrics previs a la invenció de l'enregistrament i la reproducció del so queda circumscrit al que es pugui derivar de l'estudi dels tractats teòrics i al que l'època ha deixat anotat en les partitures. Atès que la notació ha anat essent cada vegada més explícita per expressar la voluntat del compositor, cada vegada s'ha disposat d'una notació que ha expressat amb més fidelitat l'articulació de demanava l'autor. En tot cas, res no pot fer suposar que en les èpoques en què aquest extrem no quedava recollit per escrit, no es fos sensible a l'articulació.
Les primeres mostres de notació referida a l'articulació sobre les partitures comencen al segle xv i van augmentant en varietat, exactitud, matisos i profusió fins al segle xx.